# Les Pennes-Mirabeau
 Les Pennes-Mirabeau  es una comuna y población de Francia, en la región de Provenza-Alpes-Costa Azul, departamento de Bocas del Ródano, en el distrito de Aix-en-Provence. Es la cabecera y mayor población del cantón de su nombre.
Su población en el censo de 2007 era de 20 238 habitantes. Forma parte de la aglomeración urbana de Marsella-Aix-en-Provence.

Está integrada en la Communauté d’agglomération du Pays d’Aix-en-Provence.

## Demografía
| 862 | 908 | 1 212 | 1 316 | 1 717 | 1 626 | 1 939 | 1 945 | 1 935 | 1 960 | 2 026 | 2 000 | 2 015 | 1 918 | 1 971 | 2 001 | 1 992 | 1 997 | 2 117 | 2 355 | 2 578 | 3 181 | 4 270 | 4 866 | 5 601 | 7 097 | 7 615 | 10 146 | 14 839 | 15 691 | 18 599 | 19 041 | 20 238 |
| Para los censos de 1962 a 1999 la población legal corresponde a la población sin duplicidades (Fuente: INSEE [Consultar]) |     |       |       |       |       |       |       |       |       |       |       |       |       |       |       |       |       |       |       |       |       |       |       |       |       |       |        |        |        |        |        |        |